# 成妃 (康熙帝)
成妃（せいひ、? - 1740年）は、清の康熙帝の側室。満洲鑲黄旗の出身。姓はダイギャ（戴佳、あるいは達甲）氏。

## 経歴
司庫のジョキ（卓奇）の娘。
康熙帝の後宮に入り、康熙19年（1685年）に男子を産んだ。康熙57年12月（西暦で1718年）、成妃となった。乾隆5年（1740年）10月30日、薨去した。

## 男子
- 胤祐（淳親王）

## 伝記資料
- 『清聖祖実録』
- 『清史稿』
- 『冊封達甲氏成妃冊文』